# Знаки почтовой оплаты СССР (1972)
Зна́ки почто́вой опла́ты СССР (1972) — перечень (каталог) знаков почтовой оплаты (почтовых марок), введённых в обращение дирекцией по изданию и экспедированию знаков почтовой оплаты Министерства связи СССР в 1972 году.

## Список коммеморативных (памятных) марок
Порядок следования элементов в таблице соответствует номеру по каталогу марок СССР (ЦФА), в скобках приведены номера по каталогу «Михель».
| № по каталогу                        | Изображение | Описание и источники | Номинал   | Дата выпуска        | Тираж     | Художник                                 |
| ------------------------------------ | ----------- | --- | --------- | ------------------- | --------- | ---------------------------------------- |
| (ЦФА [АО «Марка»] № 4097) (Mi #3979) |             | Серия «XI зимние Олимпийские игры в Саппоро (Япония)»: - Конькобежный спорт. | 0,04 руб. | 20 января 1972 года | 5 500 000 | Е. Анискин                               |
| (ЦФА [АО «Марка»] № 4098) (Mi #3980) |             | Серия «XI зимние Олимпийские игры в Саппоро (Япония)»: - Фигурное катание. | 0,06 руб. | 20 января 1972 года | 4 900 000 | Е. Анискин                               |
| (ЦФА [АО «Марка»] № 4099) (Mi #3981) |             | Серия «XI зимние Олимпийские игры в Саппоро (Япония)»: - Хоккей с шайбой. | 0,10 руб. | 20 января 1972 года | 4 700 000 | Е. Анискин                               |
| (ЦФА [АО «Марка»] № 4100) (Mi #3982) |             | Серия «XI зимние Олимпийские игры в Саппоро (Япония)»: - Прыжки с трамплина. | 0,12 руб. | 20 января 1972 года | 4 400 000 | Е. Анискин                               |
| (ЦФА [АО «Марка»] № 4101) (Mi #3983) |             | Серия «XI зимние Олимпийские игры в Саппоро (Япония)»: - Лыжные гонки. | 0,16 руб. | 20 января 1972 года | 4 200 000 | Е. Анискин                               |
| (ЦФА [АО «Марка»] № 4102) (Mi #3984) |             | Серия «XI зимние Олимпийские игры в Саппоро (Япония)»: - почтовый блок «Эмблема Игр. Олимпийские кольца».                                                                                            | 0,50 руб. | 20 января 1972 года | 1 100 000 | Е. Анискин                               |
| (ЦФА [АО «Марка»] № 4103) (Mi #3984) |             | Серия «XI зимние Олимпийские игры в Саппоро (Япония)»: - почтовый блок с надпечаткой: «Советские спортсмены завоевали 8 золотых медалей, 5 серебряных, 3 бронзовых».                                 | 0,50 руб. | 20 марта 1972 года  | 600 000   | Е. Анискин                               |
| (ЦФА [АО «Марка»] № 4136) (Mi #4020) |             | Серия «XX летние Олимпийские игры в Мюнхене (ФРГ)»: - Фехтование. | 0,04 руб. | 1 июля 1972 года    | 4 900 000 | И. Козлов К. Никахристо                  |
| (ЦФА [АО «Марка»] № 4137) (Mi #4021) |             | Серия «XX летние Олимпийские игры в Мюнхене (ФРГ)»: - Гимнастика. | 0,06 руб. | 1 июля 1972 года    | 4 300 000 | И. Козлов К. Никахристо                  |
| (ЦФА [АО «Марка»] № 4138) (Mi #4022) |             | Серия «XX летние Олимпийские игры в Мюнхене (ФРГ)»: - Гребля на каноэ. | 0,10 руб. | 1 июля 1972 года    | 4 100 000 | И. Козлов К. Никахристо                  |
| (ЦФА [АО «Марка»] № 4139) (Mi #4023) |             | Серия «XX летние Олимпийские игры в Мюнхене (ФРГ)»: - Бокс. | 0,14 руб. | 1 июля 1972 года    | 3 600 000 | И. Козлов К. Никахристо                  |
| (ЦФА [АО «Марка»] № 4140) (Mi #4024) |             | Серия «XX летние Олимпийские игры в Мюнхене (ФРГ)»: - Бег. Спринт. | 0,16 руб. | 1 июля 1972 года    | 3 600 000 | И. Козлов К. Никахристо                  |
| (ЦФА [АО «Марка»] № 4141) (Mi #4025) |             | Серия «XX летние Олимпийские игры в Мюнхене (ФРГ)»: - почтовый блок «Штангист». | 0,50 руб. | 20 января 1972 года | 1 000 000 | И. Козлов К. Никахристо                  |
| (ЦФА [АО «Марка»] № 4142) (Mi #4059) |             | Серия «XX летние Олимпийские игры в Мюнхене (ФРГ)» послеолимпийский выпуск: - Эмблема советских спортсменов на XX Играх, надпись «Слава советским спортсменам».                                      | 0,20 руб. | 15 ноября 1972 года | 2 300 000 | Юрий Левиновский                         |
| (ЦФА [АО «Марка»] № 4143) (Mi #4060) |             | Серия «XX летние Олимпийские игры в Мюнхене (ФРГ)» послеолимпийский выпуск: - Медали Олимпиады, надпись «Слава советским олимпийцам, завоевавшим 50 золотых, 27 серебряных и 22 бронзовые награды!». | 0,30 руб. | 15 ноября 1972 года | 2 100 000 | Юрий Левиновский                         |
| (ЦФА [АО «Марка»] № 4144) (Mi #4025) |             | Серия «XX летние Олимпийские игры в Мюнхене (ФРГ)»: - почтовый блок «Штангист» с надпечаткой: «Слава советским олимпийцам, завоевавшим 50 золотых, 27 серебряных и 22 бронзовые награды!».           | 0,50 руб. | 15 ноября 1972 года | 1 000 000 | И. Козлов К. Никахристо                  |
| (ЦФА [АО «Марка»] № 4180) (Mi #4062) |             | «С Новым, 1973 годом!»: - Московский Кремль. | 0,06 руб. | 15 ноября 1972 года | 2 500 000 | Юрий Левиновский гравёр Татьяна Никитина |

## Комментарии
1. ↑  Ниже приведён перечень памятных художественных марок (с возможностью сортировки по номиналу, тиражу и дате введения в обращение).
2. ↑  XI зимние Олимпийские игры в Саппоро. На марке  (ЦФА [АО «Марка»] № 4097) — конькобежный спорт, многоцветная. Офсетная печать на мелованной бумаге, перфорирована: комбинированная гребенчатая зубцовка 12:12½ (на каждые 2 сантиметра края марки приходится 12:12½ зубцов). В марочных листах 25 (5×5) марок[2][6][7].
3. ↑  XI зимние Олимпийские игры в Саппоро. На марке  (ЦФА [АО «Марка»] № 4098) — фигурное катание, многоцветная. Офсетная печать на мелованной бумаге, перфорирована: комбинированная гребенчатая зубцовка 12:12½ (на каждые 2 сантиметра края марки приходится 12:12½ зубцов). В марочных листах 25 (5×5) марок[2][6][7].
4. ↑  XI зимние Олимпийские игры в Саппоро. На марке  (ЦФА [АО «Марка»] № 4099) — хоккей с шайбой, многоцветная. Офсетная печать на мелованной бумаге, перфорирована: комбинированная гребенчатая зубцовка 12:12½ (на каждые 2 сантиметра края марки приходится 12:12½ зубцов). В марочных листах 25 (5×5) марок[2][6][7].
5. ↑  XI зимние Олимпийские игры в Саппоро. На марке  (ЦФА [АО «Марка»] № 4100) — прыжки с трамплина, многоцветная. Офсетная печать на мелованной бумаге, перфорирована: комбинированная гребенчатая зубцовка 12:12½ (на каждые 2 сантиметра края марки приходится 12:12½ зубцов). В марочных листах 25 (5×5) марок[2][6][7].
6. ↑  XI зимние Олимпийские игры в Саппоро. На марке  (ЦФА [АО «Марка»] № 4101) — лыжные гонки, многоцветная. Офсетная печать на мелованной бумаге, перфорирована: комбинированная гребенчатая зубцовка 12:12½ (на каждые 2 сантиметра края марки приходится 12:12½ зубцов). В марочных листах 25 (5×5) марок[2][6][7].
7. ↑  XI зимние Олимпийские игры в Саппоро. Почтовый блок 65×90 мм, на марке  (ЦФА [АО «Марка»] № 4102) — эмблема Игр и Олимпийские кольца, многоцветная. Офсетная печать в сочетании с типографской печатью на мелованной бумаге, перфорирована: комбинированная рамочная зубцовка 12:12½ (на каждые 2 сантиметра края марки приходится 12:12½ зубцов)[2][9][7].
8. ↑  XI зимние Олимпийские игры в Саппоро. Почтовый блок 65×90 мм, на марке  (ЦФА [АО «Марка»] № 4102) — эмблема Игр и Олимпийские кольца, многоцветная. Типографская надпечатка чёрного цвета: «Советские спортсмены завоевали 8 золотых медалей, 5 серебряных, 3 бронзовых». Офсетная печать в сочетании с типографской печатью на мелованной бумаге, перфорирована: комбинированная рамочная зубцовка 12:12½ (на каждые 2 сантиметра края марки приходится 12:12½ зубцов)[2][9][7].
9. ↑  XX летние Олимпийские игры в Мюнхене. На марке  (ЦФА [АО «Марка»] № 4136) — фехтование, лиловая, золотистая. Глубокая печать на мелованной бумаге, перфорирована: комбинированная гребенчатая зубцовка 12:11½ (на каждые 2 сантиметра края марки приходится 12:11½ зубцов). В марочных листах 25 (5×5) марок[2][9][10].
10. ↑  XX летние Олимпийские игры в Мюнхене. На марке  (ЦФА [АО «Марка»] № 4137) — гимнастика, зелёная, золотистая. Глубокая печать на мелованной бумаге, перфорирована: комбинированная гребенчатая зубцовка 12:11½ (на каждые 2 сантиметра края марки приходится 12:11½ зубцов). В марочных листах 25 (5×5) марок[2][9][10].
11. ↑  XX летние Олимпийские игры в Мюнхене. На марке  (ЦФА [АО «Марка»] № 4138) — гребля на каноэ, синяя, золотистая. Глубокая печать на мелованной бумаге, перфорирована: комбинированная гребенчатая зубцовка 12:11½ (на каждые 2 сантиметра края марки приходится 12:11½ зубцов). В марочных листах 25 (5×5) марок[2][9][10].
12. ↑  XX летние Олимпийские игры в Мюнхене. На марке  (ЦФА [АО «Марка»] № 4139) — бокс, сине-зелёная, золотистая. Глубокая печать на мелованной бумаге, перфорирована: комбинированная гребенчатая зубцовка 12:11½ (на каждые 2 сантиметра края марки приходится 12:11½ зубцов). В марочных листах 25 (5×5) марок[2][9][10].
13. ↑  XX летние Олимпийские игры в Мюнхене. На марке  (ЦФА [АО «Марка»] № 4140) — бег (спринт), красная, золотистая. Глубокая печать на мелованной бумаге, перфорирована: комбинированная гребенчатая зубцовка 12:11½ (на каждые 2 сантиметра края марки приходится 12:11½ зубцов). В марочных листах 25 (5×5) марок[2][9][10].
14. ↑  XX летние Олимпийские игры в Мюнхене. Почтовый блок 65×85 мм, на марке  (ЦФА [АО «Марка»] № 4141) — штангист, многоцветная. Глубокая печать на мелованной бумаге, перфорирована: комбинированная рамочная зубцовка 11½:12 (на каждые 2 сантиметра края марки приходится 11½:12 зубцов)[2][9][10].
15. ↑  XX летние Олимпийские игры в Мюнхене. На марке  (ЦФА [АО «Марка»] № 4142) — эмблема советских спортсменов на XX Играх, надпись «Слава советским спортсменам» многоцветная. Глубокая печать на мелованной бумаге, перфорирована: комбинированная гребенчатая зубцовка 12:11½ (на каждые 2 сантиметра края марки приходится 12:11½ зубцов). В марочных листах 25 (5×5) марок[2][9][10].
16. ↑  XX летние Олимпийские игры в Мюнхене. На марке  (ЦФА [АО «Марка»] № 4143) — медали Олимпиады, надпись «Слава советским олимпийцам, завоевавшим 50 золотых, 27 серебряных и 22 бронзовые награды!» многоцветная. Глубокая печать на мелованной бумаге, перфорирована: комбинированная гребенчатая зубцовка 12:11½ (на каждые 2 сантиметра края марки приходится 12:11½ зубцов). В марочных листах 25 (5×5) марок[2][9][10].
17. ↑  XX летние Олимпийские игры в Мюнхене. Почтовый блок 65×85 мм, на марке  (ЦФА [АО «Марка»] № 4141) — штангист, многоцветная. Типографская надпечатка красного цвета: «Слава советским олимпийцам, завоевавшим 50 золотых, 27 серебряных и 22 бронзовые награды!». Глубокая печать на мелованной бумаге, перфорирована: комбинированная рамочная зубцовка 11½:12 (на каждые 2 сантиметра края марки приходится 11½:12 зубцов)[2][9][10].
18. ↑  Новогодняя марка «С Новым, 1973 годом!»: на многоцветной марке  (ЦФА [АО «Марка»] № 4180) — снежинка на фоне Московского Кремля. Металлография в сочетании с глубокой печатью, перфорирована: рамочная зубцовка 11½ (на каждые 2 сантиметра края марки приходится 11½ зубцов). В марочных листах 50 (10×5)[2][11][12].